# ICOR
ЗАО (UAB) ICOR — литовский строительно-инжиниринговый концерн, холдинг. Начав свою деятельность в 1990 году, сегодня ICOR является одной из крупнейших групп компаний в регионе. Компании успешно работают в сфере коммунальных услуг, промышленности и энергетики, торговли нефтепродуктами, развития недвижимости.
Группе компаний ICOR принадлежит более 100 предприятий на трёх континентах, в более чем 10 странах. Продукция и услуги компании поставляются на рынок, включающий в себя более чем 60 стран.

## История
Xолдинг «Rubicon group» в январе 2010 года сменил название на ICOR. В холдинг входят несколько десятков компаний, которые работают в сфере промышленности и инженерных решений, обслуживания зданий и коммунальных хозяйств («City Service»), энергетики и развлечений. Например, одна из крупнейших в Литве сетей по продаже билетов на концерты и мероприятия «Tiketa». Им же принадлежала самая большая баскетбольная и концертная площадка в Вильнюсе Siemens arena, Panevėžio arena в Панявежисе и другие объекты.

## Mенеджмент
ICOR менеджмент: председатель правления Андрюс Януконис, члены правления Гинтаутас Яугиелавичюс и Линас Самуолис, генеральный директор Артурас Гудялис. Aкционерами компании являются А. Януконис, Г. Яугиелавичюс и Л. Самуолис.

## Структура
«ICOR» владеет предприятиями «Axis Technologies» (решения биотопливной энергетики); «Veikmės statyba» (строительство); «Realco» (проекты недвижимости); «Oilead» (международная торговля нефтепродуктами); «Natural Fiber» (фабрик по обработке конопляных стеблей); «Agrosfera» (дом зерна).
«ICOR» владеет группой предприятии «AXIOMA»: «Axioma Servisas» (обслуживания оборудования промышленных предприятий), «Axioma Metering» (производство ультразвуковых приборов учета тепла и воды) и «Remeksi Keskus» (услуги по производству металлоконструкций).